# Chatbot

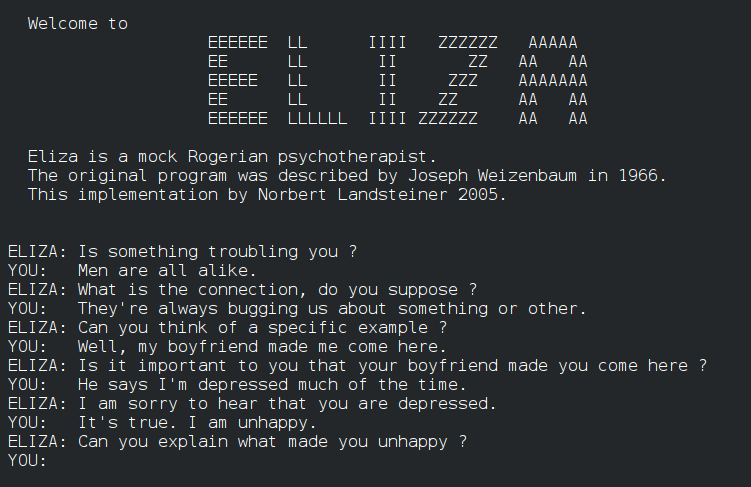
ELIZA chatbot

Chatbot (též chatterbot nebo konverzační agent) je označení pro počítačové programy určené k simulaci konverzace s lidskými uživateli, a to buď prostřednictvím textu, nebo hlasového rozhraní. Cílem chatbotů je často automatizovat určité úkoly, odpovídání na dotazy nebo poskytování podpory uživatelům bez nutnosti lidského zásahu. Chatboti se využívají v různých oblastech, včetně zákaznické podpory, elektronického obchodu, vzdělávání, zdravotnictví nebo zábavy. K nejrozšířenějším platformám, které chatboti využívají Facebook Messenger, Skype, Viber, WhatsApp, Telegram, WeChat, Kik a Slack.
Pokročilým příkladem je chatbot ChatGPT, vyvinutý společností OpenAI. Tento model je postavený na architektuře velkých jazykových modelů a je schopen vést konverzaci na širokou škálu témat. Díky rozsáhlému tréninku na velkém množství textových dat dokáže odpovídat na dotazy, generovat text, pomáhat s učením nebo psaním a vykazovat kontextové porozumění.
V Česku již lze přes chatbota koupit i některé produkty a služby. V oblasti lidských zdrojů jsou chatboty používány pro hledání a nábor zaměstnanců (sourcing, recruiting).

## Historický vývoj
První návrhy pocházejí už z roku 1950, kdy byl publikován tzv. Turingův test pro umělou inteligenci. Reálný úspěch měl až profesor Joseph Weizenbaum, který v roce 1966 vyvinul program Eliza simulující psychoterapeutický rozhovor. Relativně úspěšný byl i robot A.L.I.C.E. z roku 1995. Termín ChatterBot je připisován Michaelu Mauldinovi, který v 90. letech publikoval programy jako Lycos (webový vyhledávač) nebo Verbot (chatovací program).[zdroj?]
Na podzim roku 2022 spustila společnost OpenAI svého chatbota ChatGPT založeného na modelu GPT-3. ChatGPT byl jedním z nejvyspělejších chatbotů v době vydání a je považován za důležitý milník v rozvoji konverzační umělé inteligence. Model byl školen na obrovském množství textů a konverzací, může proto s uživateli komunikovat přirozeným a lidským způsobem a být schopen odpovídat na otázky v široké škále témat.

## Konverzační chatbot
Běžným typem chatbotu je klasický chat, kde místo operátora odpovídá umělá inteligence. Jednoduše řečeno, uživatel napíše svou otázku a chatbot odpoví. Pokud se uživatel zeptá na otázku “X”, chatbot musí napsat odpověď “X”. Uživatel tedy nemusí ani vědět, že si nepíše s člověkem. Chatbot své odpovědi píše na základě toho, jak vyhodnotí dotaz uživatele. Například pokud je v textu uživatele slovo “matka”, chatbot odpoví větou “Řekni mi více o své rodině.” Pokud ale uživatel potřebuje informace o maticích a šroubech, tahle odpověď v kontextu konverzace nedává smysl. Pokud uživatel napíše stejnou otázku dvakrát, ale jinak ji formuluje, chatbot už vyhodnocuje jiná klíčová slova a uživatel dostane různé odpovědi. Tento druh chatbotů využívá technologii zpracování přirozeného jazyka(tedy „natural language processing“, NLP).

## Využití chatbota pro nábor zaměstnanců

### Automatický test základních dovedností a znalostí
- Chatbot dokáže zjistit základní údaje o uchazeči, časové možnosti nástupu i jeho očekávání. Zeptá se na předchozí zkušenosti, znalosti a dovednosti.
- Může například otestovat základní jazykové znalosti (např. požadavkem "Přeložte mi prosím: Onion rings").
- Může chtít vypracovat nějaký úkol (např. vytvoření grafu z tabulky).
- Pomůže získat uchazečovo Curriculum vitæ, motivační dopis, doporučení apod.

### Nalezení vhodného kandidáta
Pokud na webové stránky společnosti náhodně zavítá někdo, kdo o změně zaměstnání ještě není rozhodnut, může mu chatbot pomoci zodpovědět klíčové otázky o společnosti a přesměrovat jej na příslušnou pracovní nabídku. Pokud pro daného návštěvníka není aktuálně otevřená vhodná pozice, umí od něj chatbot získat kontakt a poslat jej přímo specialistovi pro lidské zdroje, který může později takovému potenciálnímu kandidátovi nějakou pozici nabídnout.

### Zodpovězení FAQ’s
Kandidáti mají otázky, chatbot má odpovědi. V průběhu pohovoru může chatbot snadno odpovědět na dotazy žadatelů jako jsou pracovní doba, výhody, pravidla a podobně.

### Podpora náborové kampaně
Chatbot dokáže podpořit HR kampaně na různých sociálních sítích. Může být personifikovaný na míru dané pozici.

### Neustále k dispozici
Chatbot je online nepřetržitě, tedy 24 hodin denně, 7 dní v týdnu a 365 dní v roce. Interakce s potenciálním kandidátem tedy může probíhat bez ohledu na pracovní dobu. Nepotřebuje pauzu na oběd, není náladový. Přidaná hodnota chatbota není pouze v částečné automatizaci procesu, ale díky chatbotu lze také získat informace o tom, co uchazeče nejvíce zajímá (plat, firemní politika, pracovní doba apod.). To může být zajímavý ukazatel výběru potenciálního zaměstnavatele z pohledu kandidátů.

## Platformy pro vytváření chatbotů bez programování
K vytvoření vlastního chatbota není nutné znát programovací jazyk a číst složité technické dokumenty. Existují platformy, které umožňují vytvářet chatboty ve vizuálních editorech, pouhým kliknutím myší, během několika minut. Je možné nastavit libovolnou logiku a vytvořit jedinečný scénář. V internetovém prostředí se používají chatboty pro automatizovanou komunikaci vlastníka webových stránek nebo e-shopu s jeho zákazníky. Průkopníkem v oboru je česká společnost Smartsupp, která má vedoucí pozici v celém středoevropském regionu. Alternativou k chatbotu je tzv. live chat, pomocí něhož se může zákazník e-shopu v reálném čase dotazovat zaměstnance e-shopu. Budoucností jsou pak tzv. AI chatboty, u kterých dokáže dotaz zákazníka zodpovědět AI, natrénovaná na datech e-shopu nebo webové stránky.